# Total Control
Total Control — компьютерная игра в жанре стратегии в реальном времени, разработанная и выпущенная российской компанией «ДОКА» в 1995 году. В Германии игра была издана компанией Software 2000.
Одна из первых стратегических компьютерных игр российского производства. Разработчики игры, а также российские издания о компьютерах и компьютерных играх охарактеризовали Total Control как первую полномасштабную компьютерную стратегическую игру, разработанную в России.
Игра была хорошо встречена на родине и стала лауреатом нескольких наград, включая гран-при фестиваля компьютерной графики и анимации «Аниграф’96». За рубежом Total Control получила сдержанные отзывы игровой прессы, разнившиеся от умеренно положительных до резко негативных.

## Сюжет
Действие игры разворачивается в XXXI веке. Согласно «Галактическому Пакту о Сферах Влияния», любые силовые действия в галактике запрещены. Тем не менее, это правило не распространяется на вновь открытые планеты. В том случае, если на право владением одной из таких планет заявит несколько заинтересованных сторон, спор решается боевыми действиями с использованием роботизированных армий. Для таких целей предусмотрена стандартная процедура, в рамках которой претенденты строят автоматизированные базы, управляемые одним человеком. Борьба ведется до установления полного контроля над планетой. Важным условием является недопустимость человеческих жертв в ходе конфликта.

## Игровой процесс

Игровой процесс

Total Control является стратегией в реальном времени, игровой процесс в которой состоит из исследования карты, строительства базы, добычи ресурсов, производства армий и ведения боевых действий. Цель игры — колонизация и установление контроля над только что открытой планетой.
Карта планеты генерируется случайным образом и представляет собой склеенный в тор прямоугольник, разделённый на квадраты. Перед началом колонизации игроку представляется возможность настроить генератор карты с помощью параметров. У планеты может быть разный размер, высота ландшафта и тип, от которого зависит количество ресурсов и скорость их регенерации. На каждом квадрате может находиться только одна база.
Строительство базы, производство армий и управление ресурсами ведется в ускоряемом времени. Для постройки доступны различные здания, такие как шахты, зенитные пушки, ангары, авиазавод и вычислительный центр. Важным моментом игрового процесса является разработка нового программного обеспечения (ПО) для сооружений базы с помощью программистов, которых нужно нанимать и платить им зарплату. Разработка и модернизация ПО позволяет улучшать здания и открывать новые технологии.
Сражения в игре происходят в реальном времени. Атака и оборона могут осуществляться в автоматическом режиме. Сложность искусственного интеллекта настраивается регулированием преимуществ игрока и противника. Всего присутствует четыре уровня сложности.

## Разработка
Основными создателями игры Total Control являются программисты Пётр Высотин (позднее работавший над такими играми, как «Аллоды» и «Санитары подземелий») и Данила Воробьёв. Два автора хотели разработать игру для ПК и рассматривали возможности создания проекта в разных жанрах, но столкнулись с проблемой отсутствия художника. Вдвоём они обратились к директору отделения программных разработок компании «ДОКА» Анатолию Шевчуку и в результате обсуждения решили делать стратегическую игру. В принятии этого решения авторы руководствовались тем, что компьютерные стратегии популярны в России, не требовательны к объёму графики, а также тем, что у Высотина и Воробьёва уже был готов интерфейс для такой игры.
Разработка Total Control началась в январе 1995 года, когда была окончательно сформирована команда разработчиков. К Высотину и Воробьёву присоединились художник Павел Ошарин и дизайнер звука Алексей Казакевич.
Игра была написана на языке Паскаль в среде разработки Turbo Pascal 7.0. Системным программированием занимался Пётр Высотин, а разработкой искусственного интеллекта — Данила Воробьёв. Интерфейс игры основан на библиотеке Turbo Vision, а библиотеки работы с графикой и звуком были написаны самими разработчиками. Трёхмерная графика создавалась в 3D Studio. Помимо русского языка, игра была переведена на английский, немецкий и французский.
После выхода игры, началась разработка второй части. Продолжение создавалось для Windows с использованием метода отображения цвета HighColor, но работы остановились на стадии разработки игрового движка.

## Отзывы
| Иноязычные издания | Иноязычные издания |
| Издание            | Оценка             |
| ------------------ | ------------------ |
| PC Joker           | 71 %               |
| PC Games           | 64 %               |
| PC Player          | [ 6 ]              |
| Награды            |                    |
| Издание            | Награда            |
| «Магазин игрушек»  | Наш выбор          |
| «Аниграф’96»       | Гран-при           |
| «Аниграф’96»       | Стратегия года     |

Total Control получила награду «Наш выбор» от российского журнала «Магазин игрушек». Обозреватель журнала Ник Скоков похвалил игру за новаторские идеи, продуманный сюжет и искусственный интеллект. Из недостатков он назвал не полное руководство пользователя и обратил внимание на нетипичный для игр этого жанра интерфейс, к которому придется привыкать. Рецензент так же отметил, что для игры сделанной в сжатые сроки коллективом из 4 человек, «она играбельна и имеет фирменный вид» и даже может составить конкуренцию зарубежным продуктам. Игра была удостоена «Гран-при» и награды «Стратегия года» на фестивале компьютерной графики и анимации «Аниграф’96».
В Германии Total Control получила смешанные отзывы. Журнал PC Joker поставил игре 71 % и назвал «спартанской» версией симулятора колонистов в духе Master of Orion. Херберт Айхингер из журнала PC Games оценил игру в 64 % и написал, что она интересна и легка в освоении. По его мнению, Total Control понравится «казуальным стратегам». Резко негативный отзыв оставил Михаэль Шнелле из PC Player и присудил игре одну звезду из пяти возможных. В своей рецензии он написал, что поначалу Total Control производит интересное впечатление, но достигает своего лимита за первые пол часа и не выдерживает конкуренции с другими играми в этом жанре.